# Sauto
Sauto település Franciaországban, Pyrénées-Orientales megyében. Lakosainak száma 102 fő (2022. január 1.). Sauto Ayguatébia-Talau, Canaveilles, Fontpédrouse, Planès, Saint-Pierre-dels-Forcats, La Cabanasse, Mont-Louis és La Llagonne községekkel határos.

## Népesség
A település népessége az elmúlt években az alábbi módon változott:
| Lakosok száma | 93   | 93   | 94   | 91   | 91   | 90   | 94   | 98   | 102  |
|               | 2013 | 2015 | 2016 | 2017 | 2018 | 2019 | 2020 | 2021 | 2022 |